# Yaadein (film 2001)
Yaadein è un film del 2001 diretto da Subhash Ghai.

## Trama
Raj Singh Puri ha una forte amicizia con la ricca coppia formata da Lalit Kumar Malhotra e sua moglie Nalini. Dopo che la moglie di Raj Singh Puri è morta l'uomo si è appoggiato sempre di più alla sua coppia di amici. Raj ha una figlia che quando conosce il figlio di Lalit e Nalini, Raj se ne innamora. La ragazza è ricambiata ma purtroppo il figlio di Lalit e Nalini è già promesso...